# リテラチュール
『リテラチュール』（フランス語: Littérature、「文学」の意）は、ダダイスム・シュルレアリスムの作家アンドレ・ブルトン、ルイ・アラゴン、フィリップ・スーポーによって1919年3月に創刊された文学雑誌。第1シリーズと第2シリーズに分けられ、第1シリーズはダダの運動におけるブルトンとトリスタン・ツァラの対立が露わになった即興劇「バレス裁判」の記録が掲載された第20号（1921年8月）をもって終刊となり、第13号（1924年6月）まで刊行された第2シリーズはブルトンの編集方針により、フランシス・ピカビア、マン・レイ、マルセル・デュシャン、マックス・エルンストらの芸術家も参加した。

## 創設までの経緯
ブルトンがスーポーに出会ったのは、1917年の春、詩人ギヨーム・アポリネールを介してであった。医学生であったブルトンは同年9月に同じく医学生として動員されてヴァル＝ド＝グラース陸軍病院に勤務していたアラゴンに出会い、スーポーに紹介した。3人の共通の関心はマラルメ、ランボー、アポリネール、ロートレアモン、アルフレッド・ジャリなど、その前衛性のためにまだ今日ほどには認められていなかった詩人であり、彼らの交友はやがて、パリ6区オデオン通りに1915年に設立されたアドリエンヌ・モニエの書店「本の友の家」に集まる作家、詩人らへと広がっていった。
この時期、1917年5月18日にシャトレ座でジャン・コクトーの台本、エリック・サティの音楽、ピカソの舞台芸術、レオニード・マシーンの振付による前衛バレエ『パラード』の初演が行われ、このプログラムを書いたアポリネールが初めて「シュルレアリスム」という言葉を用い、さらに、1918年にはシュルレアリスム演劇の先駆となった彼自身の戯曲『ティレジアスの乳房』が上演されるなど、新しい文学・芸術運動が次々と起こった。

## 創刊

### 創刊号の寄稿者・編集・出版
1919年3月、ブルトン、アラゴン、スーポーは自作を発表する場、新しい文学を紹介する場として「反文学」の文学雑誌『リテラチュール（文学）』を創刊した。ブルトンとスーポーは24歳、アラゴンは21歳のときであった。創刊号には3人のほか、1908年に『新フランス評論』誌を創刊したアンドレ・ジッド、同誌の寄稿者ポール・ヴァレリー、レオン＝ポール・ファルグ、戦前・戦後の30年にわたって同誌の編集長を務め、「新人発掘の名人」、「フランス文学の黒幕」と呼ばれたジャン・ポーラン、モンマルトルが前衛文学・芸術の中心であった1910年代からピカソ、モディリアーニらと活動を共にしていたマックス・ジャコブ、アンドレ・サルモン、ブレーズ・サンドラール、ピエール・ルヴェルディが寄稿した。『新フランス評論』誌は特に戦間期に党派性を排除し、外国文学を積極的に紹介したことで国際的な影響力をもつことになった文学雑誌であり、『リテラチュール』誌が後に『新フランス評論』誌と同じガリマール書店から刊行されるようになるのも、こうした文学者の支持があったからである。とはいえ、当初はブルトンの友人ルネ・イルソムが同じ1919年3月に創設した「オ・サン・パレーユ」社から刊行され、販売はモニエの「本の友の家」書店が引き受けた。編集は当初は創刊者の3人が共同で行ったが、第2シリーズからアラゴンが抜け、第2シリーズ第4号からスーポーが抜けて、ブルトンが一人で編集した。

### 第2号以降の寄稿者
第2号からトリスタン・ツァラが参加した。彼は1916年にリヒャルト・ヒュルゼンベック、ゾフィー・トイバー、フーゴ・バル、ジャン・アルプ、マルセル・ヤンコ、ハンス・リヒターらとともにチューリッヒ・ダダを結成し、一切の価値・意味の否定、解体、破壊を主張する「ダダ宣言1918」を発表していた。ツァラはこの後ほぼ毎回寄稿し、1920年1月17日に渡仏し、ブルトンとともにパリ・ダダを率いることになる。
第2号はツァラのほか新たに、ユナニミスムの文学運動を率いたジュール・ロマン、著書『アメリカ文明の批判』で知られる歴史学者ベルナール・ファイが参加し、音楽家ではストラヴィンスキーや6人組の作曲家ダリウス・ミヨー、ジョルジュ・オーリック、画家ではアンドレ・ロートがかなり早い時期から寄稿した。第3号から、ポール・モランとポール・エリュアールが参加。エリュアールはこの後、ブルトン、アラゴン、スーポーとともにダダイスム、シュルレアリスムの運動を率いることになる。同じくダダイスト、シュルレアリストとして活躍した後、対独協力に転じたピエール・ドリュ・ラ・ロシェルは第4号から頻繁に寄稿している。さらに、ルヴェルディ、マックス・ジャコブ、ジャン・コクトーと親交が深く、当時まだ16歳であった作家レイモン・ラディゲや大戦間にパリで活躍したイタリアの詩人ジュゼッペ・ウンガレッティ、キュビスムの擁護者として知られる美術評論家モーリス・レイナルらが参加した。

## ダダの機関誌
『リテラチュール』誌はまもなくダダイスムの機関誌としての役割を果たすことになり、第1シリーズの後半には、詩人バンジャマン・ペレやジャック・リゴー、詩人・劇作家のジョルジュ・リブモン＝デセーニュ、画家のテオドール・フレンケル、ベルギーからクレマン・パンセルス、ポール・デルメ、イヴァン・ゴルらのダダイストを中心とする詩人、作家、美術評論家、画家、版画家、彫刻家が参加した。
1920年5月の『リテラチュール』誌第13号は「ダダ宣言」号として刊行され、ブルトン、アラゴン、スーポー、エリュアール、リブモン＝デセーニュ、ポール・デルメのほか、デルメと親しかったルーマニア生まれのダダイスムの作家セリーヌ・アルノー、チューリッヒ・ダダに参加した彫刻家・詩人のジャン・アルプやドイツの作家ヴァルター・ゼルナー、およびニューヨーク・ダダの活動拠点となったサロンの主宰者で美術品蒐集家のウォルター・アレンズバーグが参加し、23のダダイストの宣言文・詩が掲載された。
なお、第12号（1920年2月）までは当初の予定どおり月刊であったが、この第13号は前号の3か月後に刊行され、以後、第1シリーズの最終号（第20号）まで合併号を含み、不定期に刊行された。
ダダイスム、シュルレアリスムの画家ではニューヨーク・ダダのフランシス・ピカビアが第12号から、1921年にエリュアールと出会って1922年8月にドイツからフランスに不法入国してエリュアールと彼の最初の妻ガラのもとに身を寄せたマックス・エルンストがすでに第19号（1921年5月）から参加していた。このときの彼の作品《編まれたレリーフ》は、ページ全面に大きく掲載された最初の美術作品である。

## 掲載作品
『リテラチュール』誌には各作家の作品のほか、映画、演劇などのコラム、新刊書の書評、『新フランス評論』などの雑誌に掲載された記事が紹介された。また、ダダイストが既存の価値や権威を一切認めなかったのに対して、後のシュルレアリストはこれまで正当に評価されなかった作家・画家を発掘・再評価することになるが、同誌ではすでにロートレアモンの『ポエジー』が本号から3回にわたって連載され、前年死去したアポリネールの作品（『ティレジアスの乳房』の上演の紹介を含む）が数回にわたって掲載された。ステファヌ・マラルメの初期詩篇の一篇「希望の城」は、没後21年の1919年5月、彼の義理の息子によって『リテラチュール』誌第3号に初めて公表された。ブルトン、アラゴンと同じく医学生として陸軍病院に勤務しているときにブルトンと知り合い、1919年1月6日に自殺したジャック・ヴァシェの戦時中の手紙は2019年にようやく邦訳が刊行されたが、これが最初に公表されたのも『リテラチュール』誌第6号と第7号（1919年）においてであった。生前に自らの意思で自費出版した唯一の詩集『地獄の季節』が出版費用の残金未払いのため倉庫に眠り続けることになり、マラルメ、トリスタン・コルビエールとともにポール・ヴェルレーヌの『呪われた詩人たち』（1884年）によって初めて評価されることになったアルチュール・ランボーの詩はブルトンにより未発表の「ジャンヌ＝マリの手（Les Mains de Jeanne-Marie）」やソネット数篇が掲載された。
このほか、古代ギリシアの詩人ピンダロスの（フランスで未発表であった）断片、8世紀にフランク王国の宮廷学校で教えたイングランドの神学者アルクィンとカール・マルテルの子ピピンの対話、素朴派の画家アンリ・ルソーの随想「哲学者」、生前ほとんど評価されることのなかったユーモア詩人シャルル・クロの「ショーヌ公爵夫人の死について」、「マドリガル」、スーポーによるアイルランド文芸復興運動の担い手ジョン・ミリントン・シングの紹介、他国のダダイスム・シュルレアリスムの作家として『乳房抄』で知られるスペインの作家ラモン・ゴメス・デ・ラ・セルナの短編（ヴァレリー・ラルボーによるフランス語訳と紹介文）など、多くの作家・作品が紹介、再評価されることになった。
第18号は「決算」号である。これは「決算表」の行見出しに『リテラチュール』誌で取り上げられた人物や事項が列挙され、列見出しにあるダダイスト12人（ブルトン、アラゴン、ピカビアの妻で画家・作家のガブリエル・ビュッフェ＝ピカビア、ドリュ・ラ・ロシェル、エリュアール、フレンケル、バンジャマン・ペレ、リブモン＝デセーニュ、ジャック・リゴー、スーポー、ツァラ）が各項目について評点を付けるという奇抜な試みであり、アポリネールやチャップリンが総じて高い評価を受けているのに対して、1912年に詩王（詩聖、プランス・デ・ポエット）の称号を与えられた詩人ポール・フォールは評価が低い。最も低い評価を受けたのは「フランス」であった。

## バレス裁判 - ダダの終焉
第1シリーズの最終号は1921年8月の第20号である。この号にはブルトンとツァラの対立が露わになり、ダダの終焉につながった事件「バレス裁判」の記録が掲載された。「バレス裁判」は、かつてアナキスト・耽美主義者として青年知識人に大きな影響を与えた文学者モーリス・バレスが極右的な政治思想に傾倒したことを批判して1921年5月13日に上演した即興劇であり、フランス革命期の革命裁判所になぞらえた法廷で、ブルトンが裁判長、テオドール・フレンケルとピエール・ドゥヴァルが陪席裁判官、リブモン＝デセーニュが公訴人、アラゴンとスーポーが弁護人の役を演じ、ツァラ、ウンガレッティ、セルジュ・ロモフ、ラシルド、ドリュ・ラ・ロシェル、ジャック・リゴーの6人が証言台に立ち、それぞれの文学的な立場からバレスを批判した。とはいえ、ダダによる滑稽な時代批判、同時代人の評価でもあり、たとえば、ウンガレッティはバレスとイタリア未来派のマリネッティや国粋主義の詩人ダンヌンツィオとの比較での回答を求められ、「ダンヌンツィオは（バレスより）狂気の度合いが強い分だけ勇敢だ」と皮肉っている。一方、ツァラは、バレスを「今世紀最大の卑劣漢（le plus grand cochon du siècle）」とし、ブルトン裁判長にバレス以外の卑劣漢を挙げるよう命じられると、「ブルトン、フレンケル、ドゥヴァル、リブモン＝デセーニュ、アラゴン、スーポー、ジャック・リゴー、ドリュ・ラ・ロシェル、ペレ…」とその場に居合わせたダダイストの名前を挙げた。風刺やユーモアを込めたパフォーマンスとはいえ、このことは、一切を無意味とするダダに徹したツァラと文学伝統において無意味とされた無意識や夢に新しい価値を見いだそうとしたブルトンらとの根本的な思想の対立を浮き彫りにすることになり、『リテラチュール』誌第1シリーズは「バレス裁判」をもって終刊となった。
なお、「バレス裁判」の記録は「起訴状」に始まり、第20号のほぼ全体にあたる24ページに及ぶ長い文章だが、1981年5月の『ユリイカ』第13巻第6号「ダダ・シュルレアリスム特集号」に朝吹亮二訳「資料 バレス裁判」として掲載された。

## ブルトンの編集方針
『リテラチュール』誌が再刊されたのは7か月後の1922年3月ことである。この第2シリーズには、新たにロジェ・ヴィトラック、ジャック・バロン、ロベール・デスノス、ジョゼフ・デルテイユ、ジョルジュ・ランブールらこの後シュルレアリスムに参加する詩人、イタリア未来派のマリネッティやフランチェスコ・カンジューロ、チューリッヒ・ダダに参加したリヒャルト・ヒュルゼンベックらが参加した。
また、ニューヨーク・ダダからはピカビアに次いで1920年頃に渡仏したマン・レイ、マルセル・デュシャンが参加した。マン・レイの代表作《埃の培養（l'Élevage de poussière）》と《アングルのヴァイオリン（Le Violon d’Ingres）》はページ全面に掲載された。《埃の培養》は当初《これがプローズ・セラヴィの領地》と題された。プローズ・セラヴィはマルセル・デュシャンの偽名であり、ロベール・デスノスの言葉遊びによるアフォリズムにこの偽名が登場するようになると、デュシャン自身もプローズ・セラヴィの名前で同様のアフォリズムを発表し始め、マン・レイの《これがプローズ・セラヴィの領地》にもデュシャンの言葉遊びの詩が添えられている。
画家ではこの他、第2シリーズ第1号にヴィトラックによるジョルジョ・デ・キリコ評とデ・キリコ自身の手紙、および彼の油彩《子どもの脳》の写真がページ全面に掲載された。
上述のように、第2シリーズ第4号からはブルトンが一人で編集した。このため、第3号まではマン・レイが制作したシルクハットの絵が表紙に掲載されたが、第4号からはブルトンの方針により、ピカビアが毎回異なる素描を表紙画として提供することになった。主に性的、冒涜的なモチーフによるこれらの素描は、ブルトンが遺した蒐集品に紛れていたのが、彼と画家・造形作家ジャクリーヌ・ランバの娘オーブ・エレウエによって2008年に発見された。製薬会社サノフィがメセナ活動の一環としてこれを買い取って国立近代美術館に寄託し、2014年にポンピドゥー・センターで開催された「マン・レイ、ピカビア、『リテラチュール』誌 (1922-1924)」展で初めて公開されることになった。

## シュルレアリスムの試み
『リテラチュール』誌はまた、シュルレアリスムの試みの先駆けである1919年の自動記述と1922年の霊媒実験（催眠実験）に関する記事が掲載された点でも重要である。ブルトンとスーポーによって行われた自動記述は、第1シリーズの第8号から第10号まで3回にわたって「磁場」として掲載され、バンジャマン・ペレ、ルネ・クルヴェル、ロベール・デスノスを被験者として行われた霊媒実験は「霊媒の登場」として第2シリーズ第6号に掲載された。「磁場」の邦訳は人文書院刊行の『アンドレ・ブルトン集成』の第3巻（1970年）、「霊媒の登場」は同じく第6巻（1974年）に収められている。
『リテラチュール』誌は1924年6月の第13号をもって終刊となった。10月にブルトンの『シュルレアリスム宣言』が刊行されると運動が本格的に始まり、12月にブルトン、アラゴン、ペレ、ピエール・ナヴィルによって機関誌『シュルレアリスム革命』が創刊された。